# 山祇神社 (飯能市)
山祇神社（やまつみじんじゃ）は、埼玉県飯能市の神社。

## 歴史
1498年（明応7年）に、別当寺の光全寺の本室鳳根によって創建されたとも、武田氏の末裔の木崎家の先祖が当地に落ち延びて創建したともいわれている。
1872年（明治5年）、近代社格制度に基づく「村社」に列せられ、これまでの「山神社」から「山祇神社」に改称した。1907年（明治40年）の神社合祀により、「愛宕神社」とその摂末社の「稲荷社」が合祀された。その後1944年（昭和19年）に「稲荷社」は復祀されている。

## 交通アクセス
- 路線バス中屋敷停留所より徒歩1時間27分。